# Predrag Manojlović
Predrag Manojlović, född 20 september 1951 i Split, död 14 september 2014 i Belgrad, var en jugoslavisk vattenpolospelare. Han ingick i Jugoslaviens landslag vid olympiska sommarspelen 1976 och 1980.
Manojlović spelade åtta matcher och gjorde fyra mål i den olympiska vattenpoloturneringen i Montréal. Han tog sedan OS-silver i den olympiska vattenpoloturneringen i Moskva. I Moskva spelade åtta matcher och gjorde åtta mål.
Manojlović var senare generalsekreterare för Partizan Belgrad och generalsekreterare för Serbiens Olympiska Kommitté.